# Lliura esterlina
La lliura esterlina (en anglès pound sterling) és la unitat monetària oficial del Regne Unit. Habitualment s'anomena simplement lliura (pound), i per diferenciar-la de la unitat de pes homònima es va convenir a usar el qualificatiu de sterling, nom que tenia l'antic penic d'argent, ja que els penics (la 240a part d'una lliura) eren la unitat monetària bàsica i el seu valor equivalia a poc menys que el d'una lliura actual.
El símbol de la lliura esterlina és £, i el seu codi ISO 4217 és GBP. Des de 1971, amb la introducció del sistema decimal, la moneda britànica està dividida en 100 nous penics (en anglès pence, plural de penny), el símbol dels quals és p. Anteriorment la lliura es dividia en 20 xílings (en anglès shillings; símbol: s), i cadascun d'aquests en 12 penics antics (símbol: d). Un penic nou equival a 2,4 dels antics.
La lliura esterlina és una de les monedes amb què es realitzen més transaccions comercials, juntament amb el dòlar dels Estats Units, l'euro, el ien japonès i el dòlar australià. Segons les taxes de canvi actuals, és la cinquena unitat monetària de valor més alt del món.
És emesa pel Banc d'Anglaterra (Bank of England) per al seu ús a Anglaterra i a Gal·les. Tot i això, hi ha diverses lliures equivalents emeses en altres parts de les illes Britàniques, a les dependències de la Corona i als territoris britànics d'ultramar, com ara: 
- la lliura escocesa (Escòcia)
- la lliura de Gibraltar (Gibraltar)
- la lliura de Guernsey (Guernsey)
- la lliura d'Irlanda del Nord (Irlanda del Nord)
- la lliura de Jersey (Jersey)
- la lliura de les Malvines (illes Malvines)
- la lliura de l'illa de Man (illa de Man)
- la lliura de Santa Helena (Santa Helena)

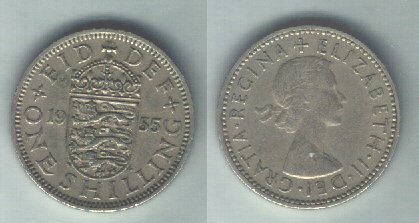
Antiga moneda fraccionària de xíling del 1955

En circulen monedes d'1, 2, 5, 10, 20 i 50 penics i d'1 i 2 lliures (també se n'han fet emissions commemoratives de 25 penics i 5 lliures), i bitllets de 5, 10, 20 i 50 lliures. El bitllet d'1 lliura es va retirar de la circulació el 1984 amb l'aparició de la moneda del mateix valor, si bé encara circulen de manera restringida els emesos pel Banc d'Escòcia, i també hi ha un bitllet de 100 lliures emès per a Escòcia i Irlanda del Nord; tots aquests bitllets, però, circulen rarament.

## Taxes de canvi
- 1 EUR = 0,906207 GBP; 1 GBP = 1,10350 EUR (3 de desembre del 2020)
- 1 USD = 0,747893 GBP; 1 GBP = 1,33709 USD (3 de desembre del 2020)